# محمد عبد العزيز الرفاعي

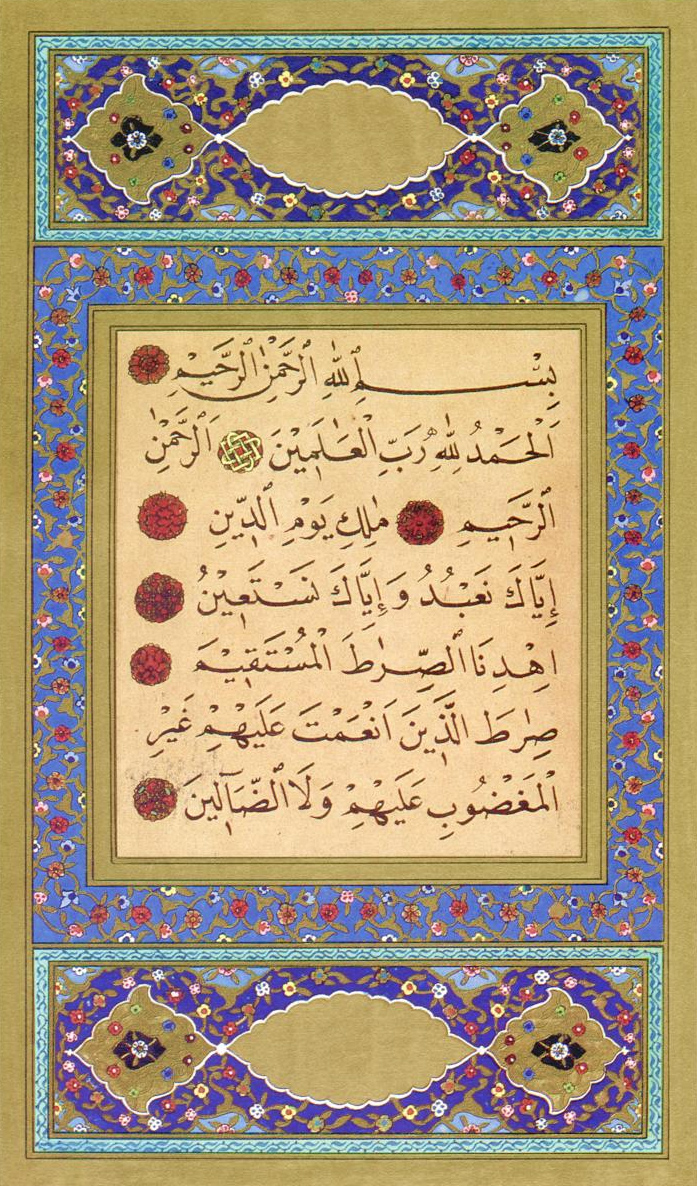
سورة الفاتحة - عبد العزيز الرفاعي.

محمد عبد العزيز الرفاعي (1871- 1936)، أحد أقطاب الخط العربي في القرن العشرين، ولد في (ماجقة) بمحافظة طرابزون بشمال تركيا عام 1288 هـ / 1871 م، وتوفي في 5 جمادى الأولى 1353 هـ/ 16 أغسطس 1936 م.

## حياته
انتقل مع والده وهو في الخامسة من عمره إلى العاصمة العثمانية إستانبول. وفيها شغف بالخط العربي منذ صغره، وبدأ يتعلمه على يدي الحاج أحمد عارف الفلبوي البقال، وقد أجازه بعد أن حذق تعلم الأصول الفنية وقواعد الكتابة وخاصة لما يتعلق بأنواع الخط النسخ والثلث، وعمل في مشيخة الإسلام في إستانبول، ودرّس الخط في مدارس العاصمة العثمانية.
استدعي عام 1340هـ / 1922م، من قبل الملك فؤاد لكتابة مصحف له وتذهيبه، كما درّس في مدرسة تحسين الخطوط. وبعد أن أنجز مهمته أراد العودة إلى تركيا غير أن الخبر جاءه بإلغاء خطته مع إلغاء مشيخة الإسلام. فبقي بمصر حيث عمل مدرساً في مدرسة خليل أغا بمنطقة باب الشعرية بالقاهرة، كما درّس الخط في عدد من المدارس المصرية الأخرى وساهم في إنشاء مدرستين لتحسين الخطوط العربية، وتخرج على يديه عدد من الخطاطين البارزين المصريين وغيرهم. عاد إلى إستانبول عام 1932، وتوفي بعد ذلك بعامين.

## الخطاط
لقب الشيخ الرفاعي بأمير الخط العربي في القرن العشرين، خاصة وقد كان يجيد اثني عشر نوعاً من الخط العربي إجادة كاملة وعلى رأسها الثلثي والنسخي والديواني والريحاني والمحقق والتوقيع والرقعة بكل تفصيلاته، وكان يكتبها بسرعة وأسلوب جميل.

## من تلاميذه
تتلمذ على الشيخ الرفاعي عدد من الخطاطين من بينهم:
- محمد علي المكاوي الذي كان وصف بأنه الابن البكر للشيخ الرفاعي،
- الشيخ محمد طاهر الكردي المكي وهو سعودي، عراقي الأصل.[2]

## وصلات خارجية
- محمد عبد العزيز الرفاعي
- الشيخ محمد عبد العزيز الرفاعي